# Imma leucomystis
Imma leucomystis is een vlinder uit de familie van de Immidae. De wetenschappelijke naam van de soort is voor het eerst geldig gepubliceerd in 1923 door Edward Meyrick.